# TransColorado Gas Transmission
TransColorado Gas Transmission — газопровід мерідіонального спрямування, що пов'язує район газового хабу Мікер на північному заході штату Колорадо (округ Ріо-Бланко) з хабом Бланко в Нью-Мексико (округ Сан-Хуан).
Нафтогазоносні басейни Скелястих гір традиційно є одним з центрів газової промисловості США (станом на початок 2010-х років — п'ята частина видобутку блакитного палива в країні). Розташований в басейні Piceance хаб Мікер забезпечує з'єднання ряду трубопроводів, зокрема, мереж Wyoming Interstate Company та Colorado Interstate Gas, які обслуговують численні газопромислові райони цих штатів, та потужного газопроводу на схід країни Rockies Express. В той же час до хабу Бланко приєднані газопроводи El Paso Natural Gas, Transwestern та Southern Trails.
Транспортування блакитного палива між цими двома хабами забезпечує газопровід TransColorado Gas Transmission, введений в експлуатацію в 1999 році з можливістю транспортування палива у південному напрямку. Він має довжину 310 миль та виконаний переважно із труб діаметром 550 мм, хоча окремі ділянки мають діаметр 600 мм. Пропускна здатність трубопроводу на момент введення в дію становила біля 3 млрд м3 на рік.
В 2004 році її збільшили до 4,4 млрд м3, а за два роки довели до 7,5 млрд м3, організувавши також на північній ділянці можливість бідирекціонального використання.